# مركز توثيق الانتهاكات الكيميائية في سوريا
مركز توثيق الانتهاكات الكيميائية في سوريا ويُعرف اختصارًا بـ (CVDCS) هو منظمة غير حكومية غير ربحية تسعى لتعزيز مفاهيم العدالة والمساواة بين المواطنين، بغض النظر عن الدين أو العرق. 

## التأسيس
تم تأسيس مركز توثيق الانتهاكات الكيميائية في سوريا (CVDCS)، وبدأ نشاطه عن طريق فريق من المتطوعين في تشرين الأول/أكتوبر عام 2012، بتوثيق استخدام الأسلحة الكيميائية، وجمع الأدلة وتوثيقها، وجمع البيانات حول الضحايا والمصابين جراء استخدام هذه الأسلحة، وتم تسجيل المركز رسميًا على أنه منظمة غير ربحية تحت التسمية الرسمية (a.s.b.l)،  بموجب القانون البلجيكي ويقع مقر المنظمة في العاصمة البلجيكية بروكسل.

## المهام
يعمل المركز على اتصال مع المهنيين الأكاديميين والعلميين في سوريا، لضمان تحديث وثائق الحوادث يومياً وبدقة، وتسعى المنظمة للتعاون إلى أقصى حد ممكن مع المنظمات الحكومية الدولية مثل منظمة حظر الأسلحة الكيميائية OPCW والأمم المتحدة ومنظمات حقوقية دولية أخرى. ويقول مركز توثيق الانتهاكات الكيميائية إنه عمل بشكل مستقل على توثيق جميع الحوادث والأدلة على استخدام الأسلحة الكيميائية في سوريا، منذ توثيق استخدام السلاح الكيميائي في خان العسل بريف حلب نهاية عام 2012، وصولاً لآخر استهداف في كبانة بريف اللاذقية عام 2019.
خلال هذه السنوات كان مركز توثيق الانتهاكات الكيميائية في سوريا، شريكاً للفرق الدولية في مهامها التي أنجزتها في سوريا، بدءاً من عام 2013، حيث كان لمركز توثيق الانتهاكات الكيميائية دور في تنسيق وترتيب دخول خبراء منظمة حظر الأسلحة الكيميائية إلى الغوطة الشرقية، كجزء من آلية الأمين العام للأمم المتحدة، حيث تمكنت الفرق الدولية من أخذ عينات طبية وإجراء مقابلات مع الضحايا وعائلاتهم، ليصدر بعدها قرار مجلس الأمن الدولي رقم 2118، الذي اعتمده مجلس الأمن التابع للأمم المتحدة (UNSC) في اجتماعه رقم 7038 في 27 إيلول/سبتمبر 2013، الذي يرحب بسحب المخزونات الكيميائية من سوريا.وفي الخامس من كانون الأول/ديسمبر عام 2024 شارك مدير مركز توثيق الانتهاكات الكيميائية في سوريا نضال شيخاني في جلسة لمجلس الأمن الدولي ناقشت ملف الأسلحة الكيميائية السوري.